# Karl August Hermann
Karl August Hermann, född 23 september 1851 i byn Võhma nära Põltsamaa, död 11 januari 1909 i Tartu, var en estnisk språkvetare, journalist och kompositör.
Han var en representant för den estniska nationella väckelsen, redaktör för Eesti Postimees och medlem i Gelehrte Estnische Gesellschaft.